# Liste der Monuments historiques in Buléon
Die Liste der Monuments historiques in Buléon führt die Monuments historiques in der französischen Gemeinde Buléon auf.

## Liste der Bauwerke
| Bezeichnung      | Beschreibung | Standort          | Kennzeichnung | Schutzstatus | Datum | Bild           |
| ---------------- | ------------ | ----------------- | ------------- | ------------ | ----- | -------------- |
| Kapelle Ste-Anne |              | (Lage)            | PA00091062    | Inscrit      | 1925  | weitere Bilder |
| Friedhofskreuz   |              | (Lage)            | PA00091063    | Inscrit      | 1934  | weitere Bilder |
| Brunnen          |              | Saint-Anne (Lage) | PA00091064    | Inscrit      | 1934  | weitere Bilder |

## Liste der Objekte

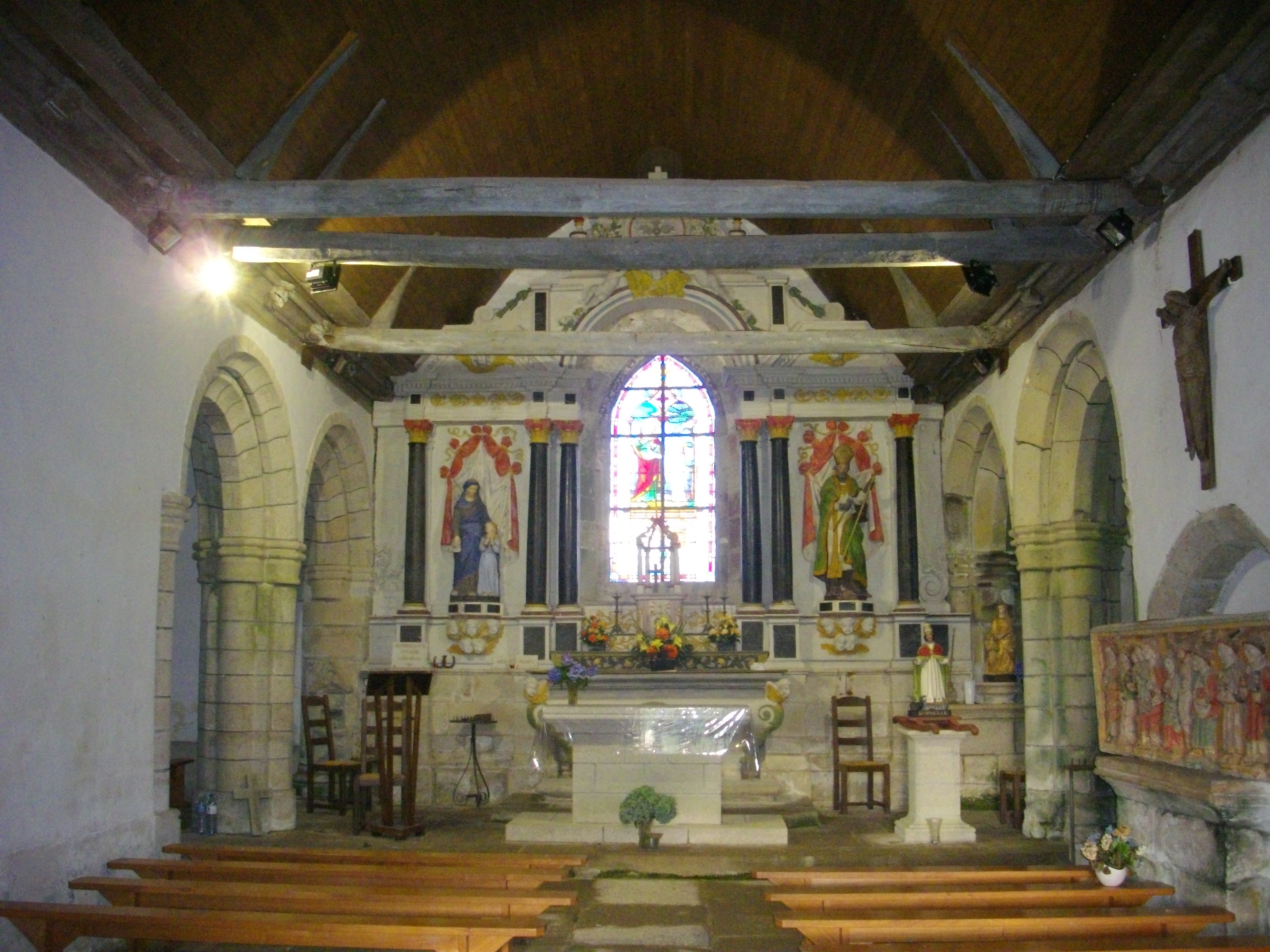
Hauptaltar in der Kapelle Ste-Anne

- Monuments historiques (Objekte) in Buléon in der Base Palissy des französischen Kultusministeriums